# Trapster
Trapster är en seriefigur som var med i en ondskefull motsvarighet till Fantastic Four, Frightful Four. Förutom Trapster ingick i gruppen Wizard, Sandman och en inhuman kallad Medusa.